# Haitibussard
Der Haitibussard (Buteo ridgwayi) auch Haiti-Bussard ist ein Greifvogel aus der Gattung der Bussarde, beheimatet in Haiti und der Dominikanischen Republik. Das Artepitheton ehrt den US-amerikanischen Ornithologen Robert Ridgway.

## Beschreibung
Der Haitibussard ist ein 36 bis 41 Zentimeter großer Greifvogel aus der Familie der Habichtartigen. Der Kopf und die Oberseite ist bei den Altvögeln braungrau. Eine grau gebänderte Unterseite mit rostbraunen Schenkeln kontrastiert mit einem schwarz-weiß gebänderten Schwanz. Das Männchen weist eine intensivere Graufärbung auf als das Weibchen. Es hat eine helle rostbraune Schulter, die bei den Weibchen braun getönt ist. Das Weibchen ist unterseits heller und stärker gebändert. Die Jungvögel haben eine braungelbstichige weiße Unterseite mit grauen und braunen Streifen. Der Schwanz ist bei ihnen weniger markiert. Sein Ruf ist schrill.

## Verbreitung
Der Haitibussard ist in Haiti, der Dominikanischen Republik sowie den kleinen vorgelagerten Inseln Gonâve, Grande Cayamite (Hauptinsel der Cayemites), Beata und Île-à-Vache beheimatet. Auf letzterer ist er vermutlich ausgestorben. Ein früherer Report aus Culebra zeigt, dass er in der Vergangenheit weiter verbreitet war. Die einzig verbleibende Population lebt heute im Los Haitises National Park im Nordosten der Dominikanischen Republik.

## Lebensraum und Lebensweise
Sein Lebensraum sind unbeeinträchtigte Wälder in einer Höhe bis 2000 m NN. Er bevorzugt Regenwälder, subtropische Nebelwälder, Kiefernwälder und Karstwälder. Gelegentlich findet man ihn im Sekundärwald und in landwirtschaftlich genutzten Regionen. Seine Nahrung besteht aus kleinen Säugetieren, Vögeln, Eidechsen und Schlangen. Von Februar bis März werden in den Wipfeln hoher Bäume (z. B. Palmen) die Nester errichtet. Die Brutzeit ist von März bis April.

## Gefährdung
Dieser Bussard gehört mit einem Bestand von nur noch 120 Paaren (Stand: 2006) zu den am stärksten gefährdeten Greifvögeln der Welt. Er ist akut vom Aussterben bedroht, weil sein Lebensraum Schafweiden und Kaffeeplantagen weichen musste. Zudem wird er nach wie vor gejagt.